# Fatimatu Abubakari
 (août 2025).
Fatimatu Abubakar est une avocate, politicienne et entrepreneure ghanéenne. Elle est membre du Nouveau Parti Patriotique et l'actuelle ministre de l'Information . Fatimatu Abubakar a précédemment occupé le poste de vice-ministre de l'Information et a également été directrice adjointe des communications au cabinet du président. Avant ses nominations politiques, elle a travaillé au Lansdown Resort, à Aburi et à SRM Engineering Limited, où elle a occupé respectivement les fonctions de directrice de maison et de commis. Elle a étudié la psychologie et l'anglais pour ses premier et deuxième diplômes, .
Fatimatu Abubakar a été nommée nouvelle ministre de l'Information le 14 février 2024, succédant à Kojo Oppong Nkrumah .

## Jeunesse et éducation
Fatimatu est née à Kumasi dans la région Ashanti. Elle est diplômée de l'Université du Ghana avec une licence en psychologie et en langue anglaise. En 2008, alors qu'elle était étudiante à l'Université du Ghana, elle a été vice-présidente de la salle commune junior d'Akuafo Hall et a brigué le poste de secrétaire coordinatrice de l'Union nationale des étudiants du Ghana (NUGS) en 2010, .

## Carrière et vie politique
Fatimatu est actuellement ministre de l'Information et vice-ministre de l'Information de juin 2021 à février 2024 En janvier 2017, elle a été nommée directrice adjointe des communications à Maison du Jubilé (en) par le président Nana Akuffo-Addo , . Auparavant, elle a été assistante de campagne d'Akufo-Addo à l'approche des élections de 2016 et 2020 . Elle faisait également partie de l'équipe juridique d'Akufo-Addo lors de la pétition électorale de 2020. Avant sa nomination, elle a travaillé au Lansdown Resort, au Danquah Institute et à SRM Engineering , .